# Justin Huber
Justin Patrick Huber, né le 1er juillet 1982 à Melbourne (Australie), est un joueur australien de baseball évoluant en Ligue majeure de baseball de 2005 à 2009 et en NPB, au Japon, en 2010. Il signe par la suite avec les Twins du Minnesota. 

## Carrière
Justin Huber remporte la médaille d'argent avec l'équipe d'Australie de baseball lors des Jeux olympiques d'été de 2004 à Melbourne. Il participe également à la Classique mondiale de baseball 2006 et à la Classique mondiale de baseball 2009 avec la sélection australienne.
Signé comme agent libre par les Mets de New York en juillet 2000, Huber est échangé aux Royals de Kansas City en retour de Jose Bautista le 30 juillet 2004 alors qu'il évolue toujours en ligues mineures. Il fait ses débuts dans les Ligues majeures avec les Royals, pour qui il évolue de 2005 à 2007. Après une saison 2008 chez les Padres de San Diego, il dispute la saison 2009 avec les Twins du Minnesota. Au total, de 2005 à 2009, il ne joue que 72 parties dans les majeures. Il rejoint le championnat du Japon pour la saison 2010 en s'engageant avec les Hiroshima Toyo Carp.
En novembre 2010, Huber signe comme agent libre avec les Twins du Minnesota.